# Saloca ryvkini
Saloca ryvkini là một loài nhện trong họ Linyphiidae.
Loài này thuộc chi Saloca. Saloca ryvkini được Kirill Yuryevich Eskov & Yuri M. Marusik miêu tả năm 1994.